# Nortia planicollis
Nortia planicollis là một loài bọ cánh cứng trong họ Cerambycidae.